# Профіль навантаження

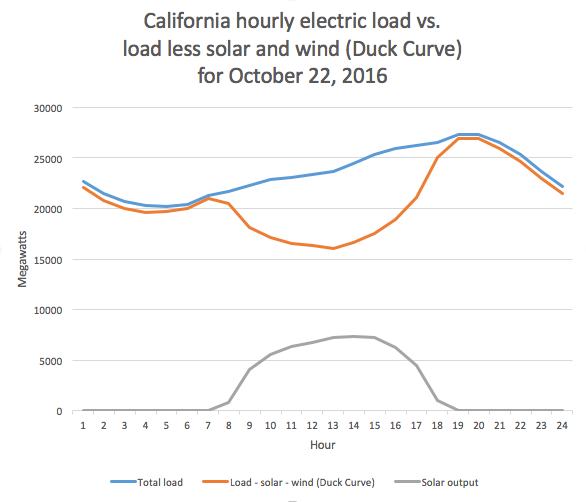
Погодинні графіки загального електричного навантаження штату Каліфорнії, загального навантаження за вирахуванням сонячної та вітрової енергії і вихідної сонячної енергії. Дані за 22 жовтня 2016 року, коли потужність вітру була низькою та сталою протягом дня.

В електротехніці крива навантаження — це графік зміни електричного навантаження залежно від часу. Профіль навантаження змінюватиметься залежно від типу споживача (звичайні приклади охоплюють житлові, комерційні та промислові об'єкти), температури довкілля та сезонів свят і відпусток. Виробники електроенергії використовують ці дані, щоби планувати, скільки електроенергії їм потрібно буде зробити доступною в будь-яку мить часу.

## Вироблення енергії
В енергетичній системі крива навантаження або профіль навантаження є діаграмою, яка показує зміну попиту/електричного навантаження, протягом певного часу. Виробничі компанії використовують ці дані, щоби передбачити, скільки електроенергії їм треба буде виробити в будь-яку мить часу. Крива тривалості навантаження подібна до кривої навантаження. Відомості ті самі, але представлені в іншому вигляді. Ці криві корисні щодо вибору генераторних установок (вугільна електростанція, ГЕС, газотурбінна електростанція, тощо) для постачання електроенергії.

## Розподіл електроенергії
У мережі розподілу електроенергії, крива споживання електроенергії, важлива для ефективності та надійності передавання електроенергії. Силовий трансформатор або батарейна мережа (накопичувальна акумуляторна енергосистема), є надзвичайно важливими чинниками розподілу електроенергії, а розміри та розрахунок ємності батарей або підбір трансформаторів (зокрема зміна коефіцієнта трансформації), залежать від профілю навантаження. Заводські специфікації трансформаторів для зменшення втрат навантаження порівняно з втратами холостого ходу, безпосередньо залежать від показників профілю навантаження, котрому, як очікується, буде піддаватися трансформатор. Це стосується таких характеристик, як середній коефіцієнт навантаження, коефіцієнт різноманітності, коефіцієнт використання та коефіцієнт попиту, які можна розрахувати на основі такого профілю навантаження.

## Роздрібні енергетичні ринки
На роздрібних енергетичних ринках, зобов'язання постачальника розраховуються погодинно або подобово. Для більшості споживачів, кількість використаної електроенергії, вимірюється щомісяця на основі графіків зняття показів лічильників. Профілі навантаження застосовуються для перетворення місячних даних про споживання, в оцінки погодинного або добового використання енергії, заради визначення зобов’язань постачальника. Кожної години ці оцінки агрегуються для всіх споживачів постачальника енергії, і загальна сума застосовується в ринкових розрахунках як спільний попит, котрий повинен покривати постачальник.

## Розрахунок і запис профілів навантаження
Криві навантаження, можна визначити за допомогою прямого вимірювання, але на менших пристроях; на силових трансформаторах розподільної мережі, це зазвичай не робиться. Водночас, профіль навантаження може бути також отриманий з рахунків споживачів, або інших даних. Прикладом звичайного розрахунку, який використовують комунальні підприємства, є застосування показань найбільшого навантаження трансформатора та врахування відомої кількості споживачів кожного типу, що приєднані до цього трансформатора. Це називається дослідженням навантаження.
Наявний попит електроенергії, може бути зібраний у важливих місцях для більш докладного розгляду навантаження; це вигідно як для розподільних підприємств, так і для кінцевих споживачів, котрим потрібне пікове споживання. Розумні лічильники електромережі, суміщені лічильники запису даних і переносні реєстратори даних (показників мережі), розроблені для виконання цього завдання шляхом запису показань із заданими проміжками.